# 장영순
장영순(張榮淳, 1923년 3월 21일~1995년 3월 29일)은 대한민국의 정치인이다. 검찰총장, 법무부 장관을 지냈으며 제7·8·9·10대 국회의원이다. 딸인 장정숙 역시 정치인으로 활동했으며 제20대 국회의원을 지내기도 했다.

## 학력
- 보성전문학교 법과 졸업

## 경력
- 제9대 검찰총장
- 제15대 법무부 장관
- 국가재건최고회의 의장 법률고문
- 제7·8·9·10대 국회의원
- 감사원 사무총장
- 민주공화당 원내수석부총무
- 중앙합동법률사무소 대표
- 국회 법사위원장
- 민주공화당 당무위원
- 신민주공화당 사무총장
- 민주자유당 당무위원

## 역대 선거 결과
|  | 70.47% |

|  | 59.23% |

|  | 41.82% |

|  | 38.38% |

## 소속 정당
| 소속 정당 | 소속 정당    | 소속 기간 | 비고      |
| --------- | ------------ | --------- | --------- |
|           | 민주공화당   | 1967~1980 | 정계 입문 |
|           | 무소속       | 1980~1987 | 정당 해산 |
|           | 신민주공화당 | 1987~1990 | 창당      |
|           | 민주자유당   | 1990~1995 | 합당 사망 |

## 같이 보기
- 청양군·홍성군 (1963년 선거구)
- 청양군의 국회의원
- 홍성군의 국회의원
- 청양군·홍성군·예산군
- 예산군의 국회의원
- 대한민국의 검찰총장
- 대한민국의 법무부 장관
- 대한민국의 감사원 사무총장